# Ricciotto Canudo
Ricciotto Canudo (1877-1923), crític de cinema pertanyent al futurisme italià. El 1911 va publicar el seu manifest "El Naixement del Setè Art". És considerat el primer teòric del cinema, al que considerava com "arts plàstiques en moviment". El terme "setè art" va ser usat per ell per primera vegada. Va viure la major part de la seva vida a França. Una col·lecció dels seus assajos, amb el títol L'usine aux images, va aparèixer a París el 1927.